# Mysateles gundlachi
Mysateles gundlachi е вид бозайник от семейство Хутиеви (Capromyidae). Видът е застрашен от изчезване.

## Разпространение
Разпространен е в Куба.